# سرزمین گرگ‌ها
سرزمین گرگ‌ها (اسپانیایی: Tierra de lobos‎) یک مجموعهٔ تلویزیونی درامِ تاریخیِ وسترن اسپانیایی است که در سال ۲۰۰۹ منتشر شد.

## گزیدهٔ بازیگران
- سیلویا آلونسو[۱]
- دافنه فرناندس[۲]
- خوان فرناندز مخیاس[۳]
- آنتونیو بلاسکس[۴]
- ماریا کاسترو[۵]
- کارولینا بانگ[۶]
- آسومپتا سرنا[۷]
- الکس گونزالس[۸]
- خوئل بوسکد
- آلکس گارسیا
- فلیکس کوبرو